# Episodi de Il trenino Thomas (quattordicesima stagione)
La quattordicesima stagione de Il trenino Thomas è stata trasmessa in prima visione nel Regno Unito sul canale Channel 5, nel blocco Milkshake!, dall'11 ottobre al 8 novembre 2010. In Italia è stata trasmessa su Italia 1 nel 2011 e su Cartoonito.
| nº | Titolo originale             | Titolo italiano                 | Prima TV UK     |
| -- | ---------------------------- | ------------------------------- | --------------- |
| 1  | Thomas' Tall Friend          | Thomas e il suo alto amico      | 11 ottobre 2010 |
| 2  | James in the Dark            | James nel buio                  | 12 ottobre 2010 |
| 3  | Pingy Pongy Pick Up          | La biancheria sporca            | 13 ottobre 2010 |
| 4  | Charlie and Eddie            | Charlie ed Eddie                | 14 ottobre 2010 |
| 5  | Toby and the Whistling Woods | Toby e la foresta frusciante    | 15 ottobre 2010 |
| 6  | Henry's Health and Safety    | Le norme di sicurezza di Henry  | 18 ottobre 2010 |
| 7  | Diesel's Special Delivery    | Il trasporto speciale di Diesel | 19 ottobre 2010 |
| 8  | Pop Goes Thomas              | Un buffo rumore                 | 20 ottobre 2010 |
| 9  | Victor Says Yes              | Victor dice sì                  | 21 ottobre 2010 |
| 10 | Thomas in Charge             | Episodi inediti in Italia.      | 22 ottobre 2010 |
| 11 | Being Percy                  | Episodi inediti in Italia.      | 25 ottobre 2010 |
| 12 | Merry Winter Wish            | Episodi inediti in Italia.      | 26 ottobre 2010 |
| 13 | Thomas and the Snowman Party | Episodi inediti in Italia.      | 27 ottobre 2010 |
| 14 | Thomas' Crazy Day            | Episodi inediti in Italia.      | 28 ottobre 2010 |
| 15 | Jumping Jobi Wood!           | Episodi inediti in Italia.      | 29 ottobre 2010 |
| 16 | Thomas and Scruff            | Episodi inediti in Italia.      | 1 novembre 2010 |
| 17 | O the Indignity              | Episodi inediti in Italia.      | 2 novembre 2010 |
| 18 | Jitters and Japes            | Episodi inediti in Italia.      | 3 novembre 2010 |
| 19 | Merry Misty Island           | Episodi inediti in Italia.      | 4 novembre 2010 |
| 20 | Henry's Magic Box            | La cassa magica di Henry        | 8 novembre 2010 |

## Thomas e il suo alto amico
Thomas viene incaricato di consegnare una giraffa allo zoo, ma è troppo eccitato per aspettare il suo custode.

## James nel buio
James non vuole farsi installare una lampada sul fumaiolo, e causa confusione e ritardi.

## La biancheria sporca
Emily deve andare a prendere i vestiti sporchi del Sodor United, la squadra di calcio dell'isola. Però, non fa il suo lavoro e aiuta le altre locomotive.

## Charlie ed Eddie
Edward vuole dimostrare a Charlie che anche lui può essere divertente nonostante la sua età, e si dimentica di portare l'auto di Sir Topham dal meccanico.

## Toby e la foresta frusciante
Thomas e James aiutano Toby ad attraversare la foresta frusciante.

## Le norme di sicurezza di Henry
Henry è così preoccupato di rispettare le norme di sicurezza che inizia a causare caos sull'isola.

## Il trasporto speciale di Diesel
Diesel vuole essere acclamato dai bambini della scuola, perciò decide di scambiare il suo carico di ardesia con un vagone di mele rosse e fiori colorati.

## Un buffo rumore
Thomas è divertito dagli scoppiettii emessi dalle bottiglie di limonata che sta trasportando. Però, quando consegna il carico, scopre che le bottiglie sono vuote.

## Victor dice sì
Victor causa confusione e ritardi all'officina quando cerca di riparare troppe locomotive allo stesso tempo.

## Thomas in Charge
L'ispettore ferroviario visita l'isola di Sodor, ma i piani ambiziosi di Thomas per impressionarlo portano guai.

## Being Percy
Percy decide di imitare Gordon per farsi notare dalle altre locomotive.

## Merry Winter Wish
Thomas consegna la Star of Knapford, una stella illuminata che fa avverare i desideri.

## Thomas and the Snowman Party
Thomas deve trovare un cappello speciale per un pupazzo di neve prima dell'inizio di una festa.

## Thomas' Crazy Day
Sir Topham dà a Thomas il compito di insegnare alle sciocche locomotive boscaiole come rendersi utili, ma lui ha già promesso a Percy di giocare insieme.

## Jumping Jobi Wood!
Thomas deve andare a prendere del legno di jobi sull'Isola Nebbiosa, ma i guai arrivano quando Ol' Wheezy si mette a scagliare tronchi in giro.

## Thomas and Scruff
Sciatto è una nuova locomotiva arrivata sull'isola per aiutare Soffio alla discarica. Però, si spaventa quando gli dicono che deve lavarsi.

## O the Indignity
Gordon viene messo a capo della discarica di Soffio, ma il suo rifiutarsi di lavorare finisce con un'immensità di vagoni colmi di immondizia ovunque.

## Jitters and Japes
Thomas porta la Vedova Hatt in un lento giro sull'Isola Nebbiosa, però la Vedova vuole un giro più eccitante.

## Merry Misty Island
Biffo, Boffo e Ferdinand organizzano una festa di Natale sull'Isola Nebbiosa, però si trasforma in caos e nessuno si diverte.

## La cassa magica di Henry
Henry deve consegnare una cassa per la sorpresa natalizia di Sir Topham, però la cassa scompare magicamente e iniziano a comparire alberi.